# Copera sikassoensis
Copera sikassoensis – gatunek ważki z rodziny pióronogowatych (Platycnemididae). Występuje w Afryce Subsaharyjskiej w pasie od Ugandy do Gambii.